# TIM Brasil
TIM Brasil Serviços e Participações S.A. est une entreprise brésilienne, contrôlée indirectement par TIM S.p.A. par l'intermédiaire de l'entité Telecom Italia Finance S.A., qui fournit des services de téléphonie mobile et fixe au Brésil,.
Fondée en 1998, environ 93 % de la population est couverte par son réseau GSM.
Selon les statistiques sur la téléphonie mobile de nPerf, en 2021 TIM se classe à la troisième place précédée par Claro et Vivo,

## Histoire du logo

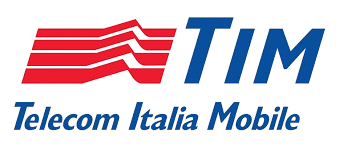
1995-1998
1998-2004
2004-2016
Depuis 2016